# Stényclaros
Stényclaros (en grec ancien Στενύκλαρος / Stenúklaros) ou Stényclèros (Στενύκληρος / Stenúklēros) est une ville grecque antique de Messénie.

## Géographie
La ville de Stényclaros est située en Messénie, au nord de Messène, dans la plaine qui porte son nom.  
L'emplacement du site exact n'est pas connu : il peut s'agir de la ville identifiée sur l'Ithômé ou du fort de Tsoukalaíika (el).  

## Histoire
Le statut de la ville n'est pas sûr : Éphore de Cumes, cité par Strabon, en fait une des polis fondées par Cresphontès en Messénie ; Hérodote n'utilise quant à lui pas ce terme, laissant penser qu'il s'agit d'un simple district.
Au cours de la première guerre de Messénie, à la fin du VIIIe siècle av. J.-C., les Spartiates se seraient emparés de la plaine de Stényclaros. D'après Hérodote, trois siècles plus tard, lors de la troisième guerre de Messénie, un contingent de trois-cents soldats d'élite spartiates est tué par les révoltés messéniens.